# Caso de abandono de los niños de Sugamo

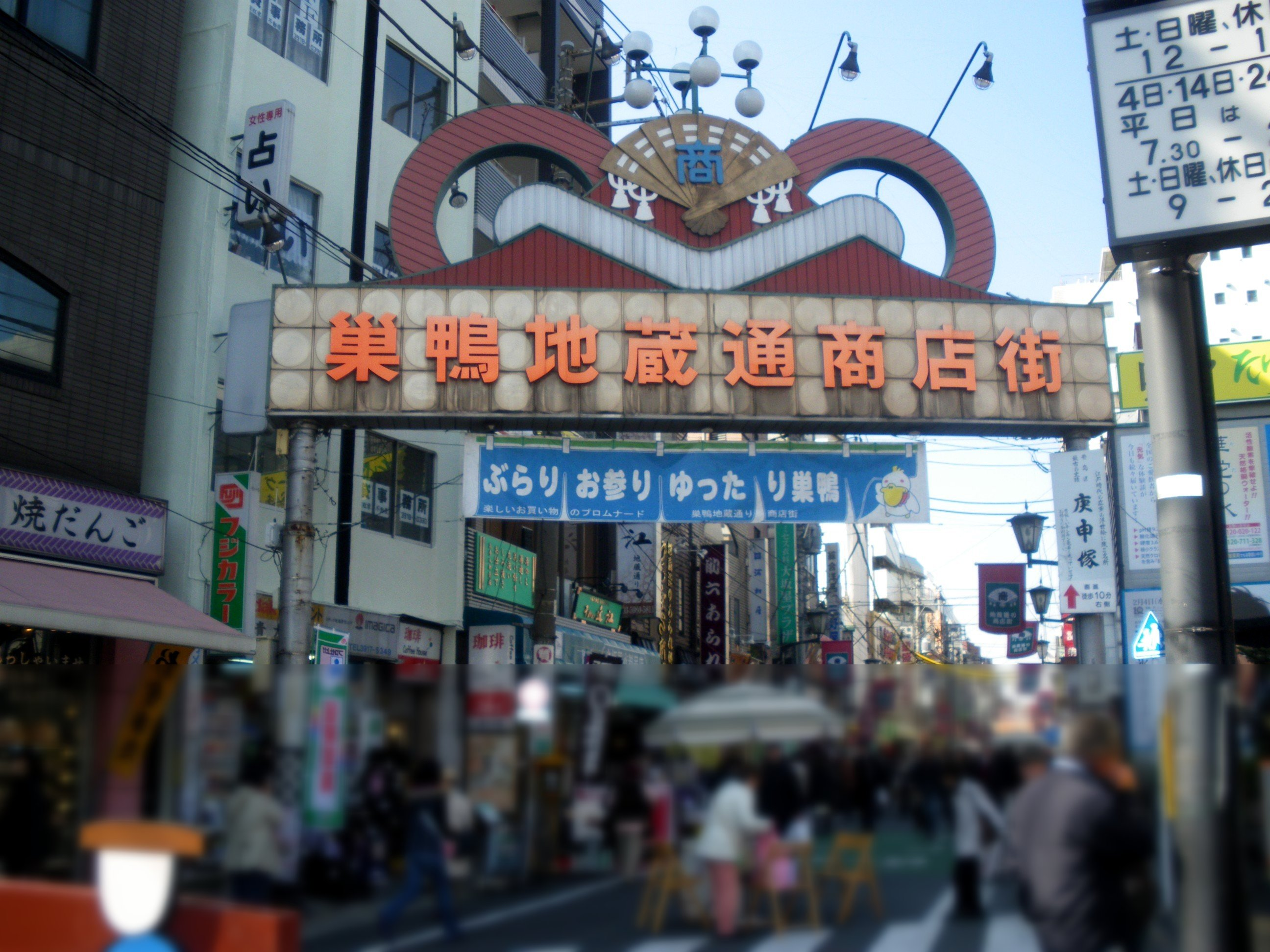
Sugamo, donde tuvo lugar el caso.

El caso de abandono de los niños de Sugamo (巣鴨子供置き去り事件 Sugamo kodomo okizari jiken?) fue un caso de abandono infantil que tuvo lugar en Japón en 1988, en la localidad de Sugamo, Toshima. Fue un suceso extensamente cubierto por los medios japoneses e internacionales, así como también la base de la película ficticia de 2004 Dare mo Shiranai. El incidente involucró a una madre que abandonó a sus cinco hijos menores de edad cuyos nombres nunca fueron revelados, y que se los denominó simplemente como niños A, B, C, D y E.

## Antecedentes
El niño A, un varón, nació en 1973, mientras que la niña B en 1981. El niño C murió poco después de su nacimiento en 1984. Las niñas D y E nacieron en 1985 y 1986, respectivamente. Todos los niños fueron productos de relaciones de su madre con hombres diferentes, cuyas identidades no se conocen. Aunque no está claro, parece que con la excepción del niño A, varios (posiblemente todos) de los otros niños no fueron registrados en el registro civil. Ninguno de los niños asistió a la escuela. En otoño de 1987, después de conocer a un nuevo novio, la madre dejó a cargo al niño A de sus hermanos para irse a vivir con este, dejándoles ¥ 50,000 (alrededor de US$ 350 en aquel entonces) para los gastos que pudiesen tener.

## Descubrimiento
En abril de 1988, la menor de los hermanos, la niña E, fue asaltada por amigos del niño A (conocidos simplemente como amigo A y amigo B), y murió como consecuencia del ataque. El 17 de julio del mismo año, alertados por el propietario, los oficiales de Sugamo ingresaron al departamento y descubrieron a los tres niños restantes gravemente desnutridos, cuyas edades eran de 14, 7 y 3, respectivamente. También encontraron el cuerpo del niño C, pero no el de la niña E, puesto que la información dada por los niños era vaga. Se determinó que la desnutrición fue causada en parte por la dieta de los niños, que consistía principalmente en alimentos comprados en tiendas de conveniencia.
Como resultado de la cobertura informativa del incidente, la madre se entregó el 23 de julio. Su testimonio reveló que los niños habían estado solos durante unos nueve meses y que desconocía el paradero de la niña E. El 25 de julio, el testimonio del mayor de los niños reveló que la niña E había sido asesinada por el amigo B, y que su cuerpo había sido enterrado en un bosque de Chichibu por él y el amigo A. Ambos amigos fueron enviados a un reformatorio por la participación en la muerte de la niña.
En agosto de 1988, la madre fue acusada de abandono infantil. Recibió una condena de tres años, que fue suspendida por cuatro años. Aunque posiblemente el niño A no estuvo presente en el momento de la muerte de su hermana, ayudó al amigo A a enterrar el cuerpo, por lo que fue acusado de abandono de un cuerpo. Sin embargo y, en consideración de las circunstancias, el niño A fue únicamente enviado a una escuela para niños con discapacidades físicas y mentales junto a sus hermanas. Después de cumplir la sentencia de tres años, la madre recuperó la custodia de las dos hijas, pero no la del niño, quien para aquel entonces ya era mayor de edad.

## En la cultura popular
La película de 2004 Dare mo Shiranai, dirigida por Hirokazu Koreeda, presenta un relato ficticio y mucho menos gráfico que la historia verdadera. No se menciona al niño C, cuyo cuerpo fue guardado por la madre en el apartamento familiar después de la muerte del niño. De manera similar, en vez de ser asesinada por los amigos del niño A, la niña E muere después de una caída accidental. La policía tampoco está involucrada y la película termina con los tres niños sobrevivientes, ayudados por una amiga, continuando su vida empobrecida y sin supervisión.